# Corsaro (personaggio)
Corsaro, il cui vero nome è Christopher Summers, è un personaggio dei fumetti della Marvel Comics. È il leader dei Predoni Stellari e il padre dei celebri mutanti Ciclope, Havok e Vulcan.

## Biografia
Il pilota Christopher Summers e sua moglie Katherine Anne Summers, morirono apparentemente in un incidente aereo, subito dopo aver salvato i propri giovani figli, Scott ed Alex, lanciandoli dall'aereo in fiamme, attaccati all'unico paracadute presente. Molti anni dopo l'incidente aereo, si scoprì invece che la coppia venne rapita dagli alieni Shi'ar, che li resero loro schiavi.
Katherine Anne era incinta del piccolo Gabriel (il futuro potentissimo Vulcan) che le venne strappato dal ventre e messo in incubatrice per ordine dell'imperatore Shi'ar. In seguito a questo intervento Katherine morì e Christopher trovò in queste circostanze la forza di ribellarsi e fuggire con lo scopo di vendicarsi per tutto quanto gli era stato fatto. Egli divenne così il capo dei Predoni Stellari, che si diedero alla razzia dell'impero stellare degli Shi'ar e anche di altri imperi intergalattici.
Solo da adulti Scott ed Alex (divenuti nel frattempo due leader degli X-men con nome di Ciclope ed Havok) scoprirono che il loro padre era vivo e viveva nello spazio. Con lui parteciparono a diverse avventure ed avendo aiutato la principessa Lilandra ad ottenere il trono, come ringraziamento Corsaro e i suoi Predoni, vennero liberati dalla nuova imperatrice Shi'ar da ogni carico pendente nei loro confronti.
Quando Gabriel, il figlio creduto perduto, tornò come il potentissimo Vulcan, conquistatore dell'impero Shi'ar, Corsaro cercò di fermare i suoi eccessi, venendo perciò all'apparenza ucciso da lui.
Molto recentemente si scopre che Corsaro in realtà non è morto. Interviene anzi in aiuto del giovane Ciclope dopo che gli Shi'ar hanno rapito una adolescente Jean Grey.